# Ruth Henschel
Ruth Henschel (* 1904 in Gleiwitz; † 1982) war eine deutsche Grafikerin und Textilkünstlerin. 

## Leben
Von 1930 bis 1933 studierte sie in der Malklasse von Wassily Kandinsky und Paul Klee und in der Webklasse von Gunta Stölzl und Lily Reich am Bauhaus in Dessau, wo sie ihren Lebensgefährten, den Künstler Erich Henschel (1907–1984), kennenlernte. 1934 besuchte sie die Textilfachschule in Langenbielau, wo sie eine Gesellenprüfung abschloss. Gemeinsam mit Erich Henschel zog sie 1935 nach Königsberg, wo er die künstlerische Leitung der Deutschen Ostmesse innehatte und Sonder- und Lehrschauen plante. Das Paar ließ sich 1947 in Löwenstein-Hirrweiler nieder und war dort freischaffend im Bereich von Grafik- und Objektgestaltung tätig. Das Paar war Mitglied im Künstlerbund Heilbronn.

## Werk
Das Werk von Ruth Henschel umfasst vor allem Webteppiche, aber auch freie Grafiken und Kunst am Bau. Sie hat zahlreiche Kunstwerke in öffentlichem Auftrag geschaffen. Dazu zählen vor allem ihre Bildteppiche für das Diakonissen-Mutterhaus in Gunzenhausen und das Kurheim in Bad Brückenau. Ebenfalls in Gunzenhausen hat sie das Mosaik für die Altarwand im Diakonissen-Mutterhaus und die Fassadengestaltung der Internatsschule übernommen. Einige ihrer Werke wurden von der öffentlichen Hand erworben, u. a. vom Bauhaus-Archiv und vom Museum für Gestaltung in Berlin, vom Regierungspräsidium Stuttgart sowie vom Landratsamt Heilbronn und der Stadt Heilbronn.